# Pharaoh Riddim
Der Pharaoh Riddim ist ein Dancehall-Riddim. Produziert wurde er von Peter Fox von der Berliner Band Seeed zusammen mit dem Leipziger Musikproduzenten Pionear im Jahr 2003. In Deutschland ist er vor allem bekannt durch den Song Musik Monks von Seeed. Der Pharaoh Riddim ist der erste selbst produzierte Riddim der Band auf dem auch internationale Künstler wie z. B. General Degree und Sizzla gesungen bzw. getoastet haben. Der Riddim ist auf dem Leipziger Reggae- und Dancehall-Label Germaican Records erschienen.

## Beschreibung
Der Pharaoh Riddim ist im Durchschnitt 139 bpm schnell. Es gibt ihn in zwei Instrumentalversionen. In der zweiten Version wurden sämtliche Elemente des Original-Riddim verwendet. Beide unterscheiden sich dadurch, dass die Zweitversion abgehackt klingt und der taktgebende Bass nur im 1/4 Takt per 4/4-Loop anschlägt. 
Der Pharaoh Riddim beginnt mit einer Mischung aus einer Drumfläche, elektronischen Tönen und einem, zum Teil gescratchten, Gesang der arabisch-orientalisch wirkt. Abgeschlossen wird das Intro von einem Refrain, gespielt von Posaunen, der den gesamten Track in gewissen Abständen über begleitet. Der Riddim wirkt im gesamten etwas düster.
Der Riddim ist ziemlich monoton gehalten. Taktgebend ist ein tiefer langer Bass. In einem 4/4 Takt schlägt er nur in einem 2/4 Takt an, also zweimal per Loop. In der monotonen aber komplex aufgebauten Melodie sticht ein minimales Posaunenspiel hervor. Diese wird von einer Melodie eines Berimbau begleitet die mehr in den Hintergrund tritt. Überlagert wird das Ganze von elektronischen Effekten eines Synthesizers und ein arabisch wirkenden Gesang mit derselben Stimme des Intros und einem langgezogenen Ohh einer anderen Stimme. Als Abschluss eines Gesamtloops tritt fast immer die Posaunenmelodie des Intros ein. Verschiedene Percussioninstrumente begleiten den Riddim.

## Künstler/Lied
| Interpret           | Titel                                | Jahr |
| ------------------- | ------------------------------------ | ---- |
| Pionear + Peter Fox | Pharao Riddim Instrumental Version 1 | 2003 |
| Pionear + Peter Fox | Pharao Riddim Instrumental Version 2 | 2003 |
| Babaman             | Bruciali Tutti                       | 2004 |
| Dr. Ring-Ding       | Bombs Over Baghdad                   | 2003 |
| General Degree      | Miss Gorgeous                        | 2003 |
| Seeed               | Musik Monks                          | 2003 |
| Sizzla              | Obstacles                            | 2003 |
| Tanya Stephens      | Lock Down                            | 2003 |
| Tinta China         | Valgame                              | 2004 |